# اگرانی بانک
اگرانی بانک (بنگالی: অগ্রণী ব্যাংক) شرکت خدمات مالی و بانکداری بنگلادشی است، که در سال ۱۹۷۲ تأسیس شد.